# Subtónica

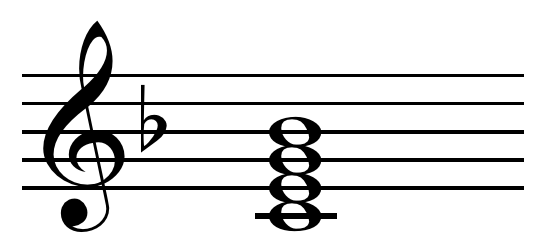
Acorde de do mayor séptima. La nota más aguda es la subtónica.

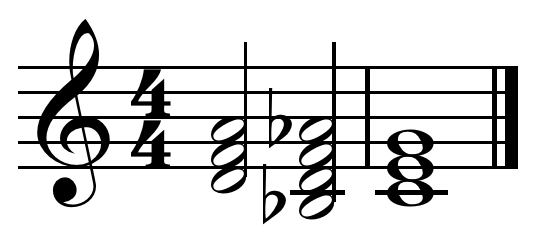
Progresión «puerta trasera ii-V» en do: ii-VII^{7}-I.

La subtónica en el sistema tonal hace referencia al séptimo grado de una escala musical. 

## Descripción
Es el grado que se encuentra por debajo de la tónica, o, más específicamente, la séptima bemol (♭VII): el grado séptimo rebajado o menor (séptima menor) de la escala, a la distancia de un intervalo de segunda mayor bajo la tónica, en contraposición a la sensible, que está a solo una segunda menor bajo la tónica. También puede decirse que es la nota que se encuentra 10 semitonos por encima de la tónica, o 1 tono por debajo, a diferencia de la sensible, que se encuentra 11 semitonos por encima o 1 semitono por debajo. Corresponde al séptimo grado en la escala menor melódica descendente. La distinción entre sensible y subtónica ha sido realizada por los teóricos al menos desde la segunda mitad del siglo XX.
La subtónica aparece de tres formas: como el grado musical, ♭^7, melódicamente y como el acorde ♭VII tanto en la cadencia ♭VII-I como en modulaciones armónicamente.
Por ejemplo, en la escala de la menor (teclas blancas del piano, empezando por la), la subtónica es la nota sol (en do mayor sería si♭); y la tríada subtónica comprende las notas sol, si y re (en do: si♭-re-fa). En teoría musical, el acorde de subtónica se representa con el número romano ♭VII para una tríada mayor construida sobre la nota, o ♭vii para una tríada menor; en modo menor, el símbolo bemol se omite a veces por algunos teóricos porque la nota subtonica aparece en la escala menor natural, pero en cambio es usado normalmente en modo mayor porque la subtónica no pertenece a dicha escala.

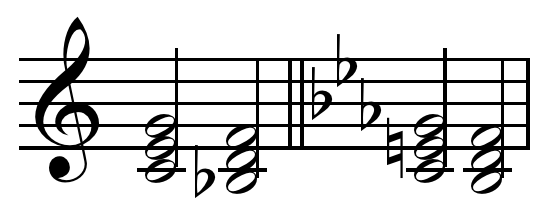
Un acorde de I, do mayor, seguido por un acorde de VII, si mayor, prestado del homónimo menor, do menor, mostrados con las claves de do mayor y do menor.

En jazz, el grado de séptima bemol también se usa como sustituto del dominante, V, específicamente en la cadencia «puerta trasera», ii-♭VII7-I, donde la subtónica se usa en vez de la séptima dominante. ♭VII es en este caso un acorde pivote prestado del menor homónimo (su séptima dominante). V7, acorde de séptima dominante, y ♭VII7, acorde de séptima subtónica, tienen dos notas en común (en do: sol-si-re-fa y si♭-re-fa-la♭).
No obstante, mientras que «la relación entre la sensible y la tónica es axiomática en la definición del período de la práctica común», especialmente en cadencias y modulaciones, en música popular y rock la sensible de la escala diatónica a menudo está ausente. En la música popular, el uso de la escala diatónica de séptima bemol no debería verse, no ya como aberrante, sino ni siquiera como desviación.